# Misia Butler
Misia Butler (* 2001 in London) ist ein britischer Schauspieler.

## Leben und Karriere
Butler wuchs in London auf. Er besuchte die Central School of Speech and Drama. Sein Debüt gab er 2016 in der Fernsehserie Casualty. Anschließend war er 2018 in der Netflixserie Kiss Me First zu sehen. Außerdem trat er 2022 in dem Film The School for Good and Evil auf. Im selben Jahr wurde Butler für die Serie The Bastard Son & The Devil Himself gecastet. 2024 bekam er eine Rolle in Kaos.
Butler ist ein Transgender-Mann und verwendet die Pronomen he/him.

## Filmografie
Filme
- 2022: The School for Good and Evil

Serien
- 2016: Casualty
- 2018: Kiss Me First
- 2022: The Bastard Son & The Devil Himself
- 2024: Kaos